# 박흥식 (1903년)
박흥식(朴興植, 1903년 8월 6일~1994년 5월 10일)은 일제강점기의 대표적인 기업인이자 친일파이다. 광복 이후에는 사업에서 손을 떼었지만 1950년부터 1980년까지 30년 동안은 다시 기업인으로 활동하였다. 화신백화점 사장으로 잘 알려져 있으며, 제1공화국에서 반민족행위특별조사위원회가 조직되었을 때 첫 번째로 체포된 인물이기도 하다. 호(號)는 유재(猶齋).

## 생애

### 해방 이전

#### 생애 초기
1903년에 태어나 소학교를 졸업하고 10대 중반의 나이에 인근의 진남포에서 미곡상을 시작한 뒤 인쇄업, 지물업 등으로 사업이 계속 번창해 나가기 시작하였다.
1926년 경성부로 올라와 선일지물주식회사를 설립한 뒤 1931년에는 종로에 화신백화점을 개설했다. 화신백화점의 성공과 함께 1934년 화신연쇄점을 설립해 또다시 대성공을 거둠으로써 '조선 최고의 갑부'로 불리게 되었다.
1940년 7월 주식회사 경인기업(京仁企業)의 대주주가 되었고, 동시에 경인기업의 상무이사로 취임했다.

#### 태평양 전쟁 전후
박흥식은 일찍부터 조선총독부와 밀착하여 사업을 확장했으나, 본격적인 친일 행적은 중일 전쟁과 태평양 전쟁 지원 과정에서 드러난다. 이 무렵 그는 친일 단체 국민정신총동원조선연맹의 이사를 맡았고, 전조선배영동지회연맹에도 가담했다. 전쟁 말기 친일 인사들의 총본산이었던 임전대책협의회와 조선임전보국단의 이사를 지내고 고액을 기부하기도 했다. 이 기간 중 조선총독부 기관지인 《매일신보》에 대한 기고 활동과 각종 간담회 참여로 전쟁을 지원했다.
1944년 종로의 인사들이 학도병을 독려하기 위해 조직한 종로익찬위원회의 회원이 되었다.
1944년에는 전투기 생산 기업인 조선비행기공업주식회사를 설립했고 1945년 종전 직전에는 전투기 생산을 위한 자신이 운영 중이던 광신학교를 조선비행기공업학교로 바꾸어 전투기 생산 인력을 양성할 정도로 군수 산업 분야에서 적극적인 친일 활동을 했다. 조선비행기공업주식회사는 군수 업체로서 조선총독부와 일본군의 지원을 받았다. 공장의 인력은 강제 징용된 노동자로 채워졌다.

### 광복 이후
1945년 11월 조선비행기 공업주식회사의 상호를 조선기계공업주식회사로 변경하고 다른 사람에게 매각하였다. 광복 이후 미군정청이 일반 시민에게 배급할 화신의 포목과 잡화를 불법으로 매매하여 400만원의 폭리를 취득하고, 비행기회사 청산정리자금으로 일본 육군성에서 받은 5,000만원 가운데 2,000만원을 횡령한 혐의로 1946년 2월 기소되었다. 서울지방법원에서 징역 3년에 벌금 200만원을 구형받았으나, 1946년 5월 무죄가 언도되었다. 12월 주식회사 화신백화점, 흥한피복주식회사, 화신무역주식회사를 설립하고 취체역(전무이사)에 취임했다. 1947년 10월에는 재단법인 흥한재단을 설립하고 이사에 취임했다.

1949년 1월 11일자 조선일보. 박흥식을 비롯한 유명 친일파들이 검거되었다고 보도한 기사.

1949년 1월 8일 반민특위 제1호 검거자로 구속되었으나 곧 보석으로 풀려났고, 공민권 2년 정지형이라는 낮은 구형에도 무죄 판결을 받아 방면되면서 별다른 처벌을 받지 않았다. 박흥식이 제일 먼저 체포된 이유는 미국 도피를 준비 중이라는 소문과 함께, 재계의 오랜 실력자로 정계에 끈을 많이 갖고 있던 그가 미군정 수도경찰청 청장을 지낸 장택상의 형 장직상과 만나거나 현직 경찰 최란수에게 수사금을 지원하여 반민특위의 활동을 방해하려는 의도가 포착되었기 때문이다.
반민특위 재판에서 풀려난 뒤 다음해인 1950년부터 다시 사업가로 돌아가 줄곧 사업 활동을 해왔다. 5·16 쿠테타 직후 부정축재 혐의로 체포되었다가 1961년 7월에 석방되었다. 판교에 대규모 유통센터를 설립하고자 했지만 고령의 나이와 1988년부터 앓던 파킨슨 병이 겹쳐서 결국 중단하고 말았다. 그러던 중 1991년에는 알츠하이머 병까지 합병증으로 겹치면서 이후 1994년 연초에는 합병증이 매우 악화되어 병원을 자주 오갔으며, 그 해 5월 10일, 사망하였다.

## 사후
2002년 민족정기를 세우는 국회의원모임이 광복회와 함께 선정한 친일파 708인 명단과 2008년 민족문제연구소에서 친일인명사전에 수록하기 위해 정리한 친일인명사전 수록예정자 명단에 모두 수록되었다. 친일반민족행위진상규명위원회가 발표한 친일반민족행위 705인 명단에도 포함되었다.
박흥식은 첫 부인과의 사이에 장녀 박병숙을 두었고, 두 번째 부인은 경희대학교 교수를 지낸 피아니스트 한인하이며, 두 사람 사이에서 태어난 딸 박봉숙은 이화여자대학교 교수를 지냈다. 두번째 부인과의 사이에서 얻은 맏아들 박병석은 광신학원 이사장이다.

## 일화
박흥식이 영친왕과 관련된 일화가 있다. 영친왕과 이방자 여사가 당시 미국 뉴욕에서 거주하던 아들 이구 내외를 방문하고 도쿄로 귀국하려고 하였으나 비행기 표를 구입하지 못해 곤란을 겪고 있었다. 당시 영친왕 내외와 친분이 있던 김을한(金乙漢)이 이 사정을 알고 당시 구황실 사무총국장 오재경에게 이 사정을 언급하게 된다. 오재경도 구황실 사무총국 예산으로 비행기 표를 사려고 했으나 절차가 곤란하여 다시 박흥식에게 언급을 했는데, 박흥식은 흔쾌히 비행기 표를 사 영친왕 내외가 귀국할 수 있도록 도와주었다. 김을한이 박흥식에게 영친왕을 도와준 이유를 묻자 다음과 같이 대답했다.
| “ | 당시 서울에는 미스코시, 하라타, 죠오지야, 미나카이 등 일본인이 경영하는 백화점은 여럿 있었으나, 한국인의 것으로는 오직 화신 하나밖에는 없었습니다. 따라서 그들과 치열한 경쟁을 하게 되었는데, 오랜 역사를 가지고 자금이 풍부한 일본인들과 경쟁을 하자니 여간 힘이 드는 것이 아니었습니다. 그러던 차에 영친왕 내외가 동경으로부터 본국에 다니러 오신다는 소식을 들었습니다. 이 기회에 두 분 전하를 화신으로 오시게 할 수 있다면 크나큰 영광이 될 뿐더러, 일본인들의 백화점에 대해서도 큰소리를 칠 수 있을 것 같아서 이왕직에 여러 번 탄원했습니다. 하지만 이왕직에서는 왕전하를 백화점으로 가시게 할 수는 없다고 하여 그 계획은 부득이 단념할 수 밖에 없었습니다. 그런데 누구에게서 그 이야기를 들으셨는지 1933년 8월 6일 갑자기 영친왕 내외가 일부러 화신백화점을 참관해주셔서 크게 면목을 떨친 일이 있습니다. 그러니까 아마 그때의 영친왕 생각으로는 조선인이 처음으로 경영하는 백화점을 당신 내외가 잠깐 가봄으로써 조금이라도 도와주자는 거룩한 뜻에서 나온 것이겠지요. | ” |

## 박흥식을 연기한 배우들
- 신구 - 반민특위 MBC 드라마 1990년
- 이중열 - 《야인시대》 SBS 드라마 2003년
- 최병학 - 《영웅시대》 MBC 드라마 2004년

## 같이 보기
- 조선임전보국단

## 참고 자료
- 반민족문제연구소 (1993년 3월 1일). 〈박흥식 : 반민특위에 제1호로 구속된 매판자본가 (박현채)〉. 《친일파 99인 2》. 서울: 돌베개. ISBN 978-89-7199-012-4. |id=에 templatestyles stripmarker가 있음(위치 1) (도움말)